# Ullits Sogn
Ullits Sogn er et sogn i Vesthimmerlands Provsti (Viborg Stift).
I 1800-tallet var Fovlum Sogn anneks til Ullits Sogn. Begge sogne hørte til Gislum Herred i Aalborg Amt. Ullits-Fovlum sognekommune indgik ved kommunalreformen i 1970 i Farsø Kommune, der ved strukturreformen i 2007 indgik i Vesthimmerlands Kommune.
I Ullits Sogn ligger Ullits Kirke.
I sognet findes følgende autoriserede stednavne:
- Søkbæk (bebyggelse, ejerlav)
- Gammel Ullits, tidligere Ullits (bebyggelse, ejerlav)
- Ullits, tidligere Ullits Stationsby (bebyggelse)